# Mercado de Ciudad Jardín

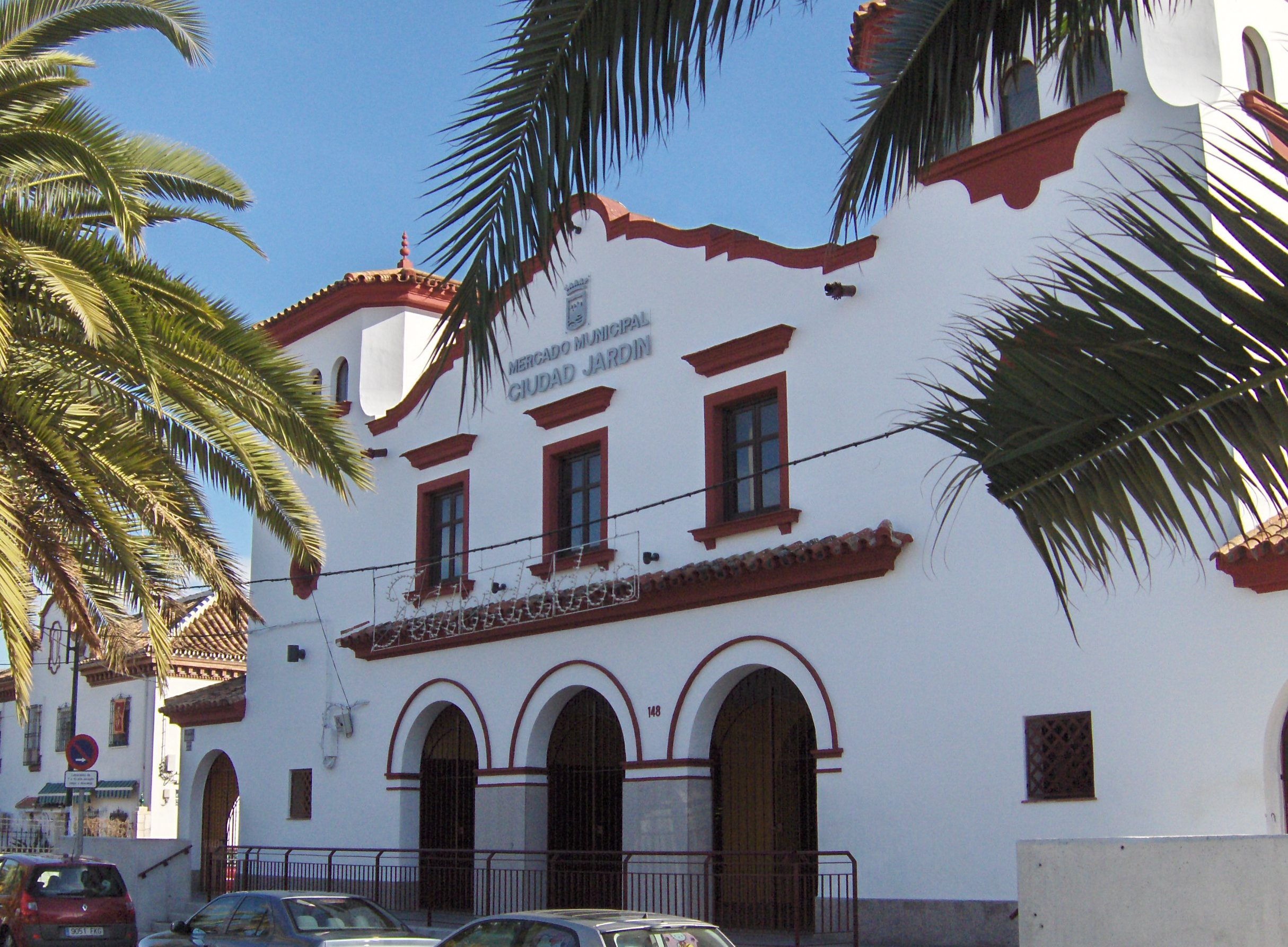
Fachada principal.

El Mercado de Ciudad Jardín es un mercado municipal situado en el distrito Ciudad Jardín de Málaga, España. Se trata de un edificio protegido a nivel municipal, diseñado por el arquitecto Luis Gutiérrez Mérida, construido entre 1950 y 1953, siendo inaugurado el 18 de julio de este año, coincidiendo con la conmemoración por parte de la dictadura del aniversario del Golpe de Estado de 1936. Es una obra del estilo de la autarquía. Presenta una fachada central con tres arcadas de medio punto y muros exteriores encalados.
Es el único mercado de Málaga autogestionado por sus comerciantes. Tiene 180 establecimientos y una superficie comercial de alrededor de 10 000 metros cuadrados.